# المسجد الكبير في بوبو ديولاسو
المسجد الكبير في بوبو ديولاسو، هو مسجد يقع في بوبوديولاسو بمقاطعة هويت في منطقة أوتس باسينز، بوركينافاسو.

## التاريخ
بني المسجد في بوبو ديولاسو في عام 1812 واكتمل في عام 1832، خضع المسجد لعدة تجديدات للتوسيع والإصلاح، وفي عام 1983، تم إنشاء سقف من الصفيح لتغطية جزء من الفناء.

## الوصف
شيد المسجد من الطوب اللبن والعوارض الخشبية المسقطة، ويتكون من برجين ومئذنة وقاعة الصلاة، يقع القسم الأقدم من قاعة الصلاة في الطرف الشرقي ويتكون من سبعة ممرات عرضية، يقع القسم الأحدث في الطرف الغربي ويتكون من ممرين عرضيين آخرين.